# Hyphantrophaga blanda
Hyphantrophaga blanda is een vliegensoort uit de familie van de sluipvliegen (Tachinidae). De wetenschappelijke naam van de soort is voor het eerst geldig gepubliceerd in 1887 door Osten Sacken.